# Abierto Mexicano de Golf
El Mexico Open at VidantaWorld ha extendido la historia y tradición del Abierto Mexicano de Golf. Este evento ha contado con grandes jugadores, como su actual campeón defensor, el estadounidense Jake Knapp, y visitado múltiples campos nacionales, encontrando en Vidanta Vallarta una sede ideal para la nueva era de este deporte en México.
Desde 1944, cuando se pegó el primer tee de salida, en el Club de Golf Chapultepec, y próximamente en 2025, el ahora Mexico Open at VidantaWorld continúa con el legado de aquellas leyendas que lo han colocado como el mejor evento en Latinoamérica.

## Historia
Se jugó por primera vez en 1944 en el Club de Golf Chapultepec. Fue un evento del Tour de las Américas entre 2003 y 2006, siendo co-sancionado por el European Challenge Tour de 2004 a 2007. Se convirtió en un evento del Nationwide Tour en 2008, y fue reprogramado de diciembre a enero, lo que resultó en ningún torneo en 2007. En 2009, debido al brote de gripe porcina, el Abierto de México fue reprogramado de mayo a septiembre. En 2013, el torneo se trasladó a marzo y se convirtió en un evento oficial del PGA Tour Latinoamérica. En 2022, se disputó por primera vez como Mexico Open at Vidanta, evento oficial del PGA Tour, con el español Jon Rahm como campeón; para el 2023, Tony Finau –segundo lugar en 2022– se quedó con la victoria, y en 2024, el estadounidense Jake Knapp conquistó su primer título en la máxima categoría del golf internacional. 

## Ganadores
| Año     | Sede                          | Ganador              | Puntaje       | Segundo(s)                         |               |
| ------- | ----------------------------- | -------------------- | ------------- | ---------------------------------- | ------------- |
| 2024    | Vidanta Vallarta              | Jake Knapp           | 265 (−19)     | Jon Rahm                           |               |
| 2023    | Vidanta Vallarta              | Tony Finau           | 260 (−24)     | Jon Rahm                           |               |
| 2022    | Vidanta Vallarta              | Jon Rahm             | 267 (−17)     | Brandon Wu Tony Finau              |               |
| 2021    | Estrella del Mar Golf & Beach | Álvaro Ortiz         | 265 (−23)     | Drew Nesbitt                       |               |
| 2020    | No se realizo                 | No se realizo        | No se realizo | No se realizo                      |               |
| 2019    | Club Campestre Tijuana        | Drew Nesbitt         | 263 (−17)     | Andreas Halvorsen Gustavo Silva    |               |
| 2018    | Club Campestre Tijuana        | Austin Smotherman    | 262 (−18)     | Juan Pablo Hernández               |               |
| 2017    | No se realizo                 | No se realizo        | No se realizo | No se realizo                      |               |
| 2016    | Club Campestre Aguascalientes | Sebastián Vázquez    | 268 (−16)     | Augusto Núñez                      |               |
| 2015    | Club Campestre Aguascalientes | Justin Hueber        | 265 (−23)     | Brad Gehl Maximiliano Godoy        |               |
| 2014    | Club de Golf Chapultepec      | Óscar David Álvarez  | 271 (−17)     | Nelson Ledesma                     |               |
| 2013    | Club de Golf México           | Ted Purdy            | 281 (−7)      | David Vanegas                      |               |
| 2012    | El Bosque Golf Club León      | Lee Williams         | 274 (−14)     | Paul Haley II                      |               |
| 2011    | El Bosque Golf Club León      | Erik Compton         | 271 (−17)     | Richard H. Lee                     |               |
| 2010    | El Bosque Golf Club León      | Jamie Lovemark       | 276 (−12)     | B. J. Staten                       |               |
| 2009    | El Bosque Golf Club León      | Troy Merritt         | 273 (−15)     | Adam Bland                         |               |
| 2008    | Tres Marias                   | Jarrod Lyle          | 267 (−17)     | Matt Every                         |               |
| 2007    | No se realizo                 | No se realizo        | No se realizo | No se realizo                      |               |
| 2006    | La Hacienda                   | Fabrizio Zanotti     | 275 (−9)      | Daniel de León                     |               |
| 2005    | La Hacienda                   | Antonio Maldonado    | 275 (−9)      | Mickael Dieu Rafael Gómez          |               |
| 2004    | La Hacienda                   | Rafael Gómez         | 270 (−14)     | Eduardo Herrera                    |               |
| 2003    | Moon Palace Resort            | Eduardo Herrera      | 278 (−10)     | Eduardo Argiró Jeff Burns          |               |
| 2002    | La Hacienda                   | Pablo Fernández      | 273           | David Howser                       |               |
| 2001    | No se realizo                 | No se realizo        | No se realizo | No se realizo                      |               |
| 2000    | México                        | Esteban Toledo       | 271           | Robin Freeman                      |               |
| 1999    | México                        | Stewart Cink         | 271           | Oscar Serna                        |               |
| 1998    | México                        | Eduardo Romero       | 269           | Scott Simpson                      |               |
| 1997    | México                        | Frank Nobilo         | 273           |                                    |               |
| 1996    | México                        | Stewart Cink         | 272           | Bob Tway                           |               |
| 1995    | México                        | John Cook            | 273           | Scott Verplank                     |               |
| 1994    | México                        | Chris Perry          | 274           | Bob Tway                           |               |
| 1993    | La Hacienda                   | Fred Funk            | 268           | Donnie Hammond                     |               |
| 1992    | La Hacienda                   | Tom Sieckmann        | 268           | Steve Elkington                    |               |
| 1991    | Chapultepec                   | Jay Haas             | 277           | Ed Fiori                           |               |
| 1990    | La Hacienda                   | Bob Lohr             | 269           | Carlos Espinoza                    |               |
| 1985–89 | No tournament                 | No tournament        | No tournament | No tournament                      |               |
| 1984    | Tijuana                       | Danny Mijovic        | 274           | Tommy Armour III Rick Cramer       |               |
| 1983    | Tijuana                       | Tommy Armour III     | 280           |                                    |               |
| 1982    | No se realizo                 | No se realizo        | No se realizo | No se realizo                      |               |
| 1981    | Chapultepec                   | Ben Crenshaw         | 273           | Raymond Floyd                      |               |
| 1980    | Bellavista                    | David Graham         | 279           | Jerry Pate                         |               |
| 1978–79 | No se realizo                 | No se realizo        | No se realizo | No se realizo                      |               |
| 1977    | Chiluca                       | Billy Casper         | 274           | Gay Brewer                         |               |
| 1976    | La Hacienda                   | Ernesto Pérez Acosta | 273           | Victor Regalado                    |               |
| 1975    | La Hacienda                   | Lee Trevino          | 275           | Ernesto Pérez Acosta Larry Ziegler |               |
| 1974    | Chapultepec                   | Ed Byman             | 280           | Lee Trevino                        |               |
| 1973    | Bellavista                    | Lee Trevino          | 281           | Victor Regalado                    |               |
| 1972    | No se realizo                 | No se realizo        | No se realizo | No se realizo                      | No se realizo |
| 1971    | México                        | Ángel Gallardo       | 275           | Billy Maxwell                      |               |
| 1970    | Bellavista                    | Ernesto Perez Acosta | 280           |                                    |               |
| 1967–69 | No se realizo                 | No se realizo        | No se realizo | No se realizo                      | No se realizo |
| 1966    | Monterrey                     | Bob McCallister      | 278           | Dudley Wysong                      |               |
| 1965    | Bellavista                    | Homero Blancas       | 284           | Lee Trevino                        |               |
| 1964    | México                        | Art Wall, Jr.        | 276           | Roberto De Vicenzo                 |               |
| 1963    | La Hacienda                   | Al Balding           | 279           | Billy Maxwell Richard Crawford     |               |
| 1962    | La Hacienda                   | Tony Lema            | 281           | Jackson Bradley                    |               |
| 1961    | México                        | Tony Lema            | 280           | Antonio Cerdá                      |               |
| 1960    | Chapultepec                   | Howie Johnson        | 273           | Billy Maxwell                      |               |
| 1959    | Chapultepec                   | Ángel Miguel         | 273           | Tommy Jacobs                       |               |
| 1958    | Chapultepec                   | Antonio Cerdá        | 279           | Roberto De Vicenzo                 |               |
| 1957    | Chapultepec                   | Bob Rosburg          | 272           | George Bayer                       |               |
| 1956    | Chapultepec                   | Billy Maxwell        | 264           | Roberto De Vicenzo                 |               |
| 1955    | Chapultepec                   | Roberto De Vicenzo   | 271           | Tony Holguin                       |               |
| 1954    | México                        | Johnny Palmer        | 286           | Roberto De Vicenzo                 |               |
| 1953    | Chapultepec                   | Roberto De Vicenzo   | 267           | Cary Middlecoff                    |               |
| 1952    | Campestre de Mexicali         | Bobby Locke          | 275           | Jimmy Demaret Roberto De Vicenzo   |               |
| 1951    | Chapultepec                   | Roberto De Vicenzo   | 267           | Al Besselink                       |               |
| 1950    | Chapultepec                   | Tony Holguin         | 280           | Juan Neri Antonio Pedroza          |               |
| 1949    | Chapultepec                   | Tony Holguin         | 200           | Jimmy Demaret Sam Snead            |               |
| 1948    | No se realizo                 | No se realizo        | No se realizo | No se realizo                      |               |
| 1947    | Chapultepec                   | Al Espinosa          | 292           | Carlos Belmont Amado Martinez      |               |
| 1946    | Chapultepec                   | Al Espinosa          | 286           | Felix Lopez                        |               |
| 1945    | Chapultepec                   | Al Espinosa          | 290           | Antonio Pedroza                    |               |
| 1944    | Chapultepec                   | Al Espinosa          | 281           | Percey Clifford                    |               |